# 小児歯科
小児歯科（しょうにしか）とは、歯科の診療科の一つで、小児を専門に治療する。歯科、矯正歯科、歯科口腔外科とともに標榜科としても認められている。

## 概要
小児歯科とは、一般に成人に至るまでの患者を担当する歯科のことである。病院、歯科医院によっては、18歳までの患者の場合や障害者では20歳を超える患者を診る場合もある。小児歯科では、成長発育に関する知識はもとより、親への歯科指導などを行う必要性がある。コミュニケーションと行動科学に重きを置かれる診療科でもある。大学病院などでは、医科の小児科を連携し治療を行う場も多い。

## 専門医
現在、日本小児歯科学会が制度運営する専門医制度がある（2006年より開始）。
- 小児歯科専門医